# 亀石村
亀石村（かめいしむら）は、広島県神石郡にあった村。現在の神石郡神石高原町の一部にあたる。

## 地理
- 河川：芦田川水系の谷頭部、高梁川水系小田川の支流域[1]

## 歴史
- 1889年（明治22年）4月1日、町村制の施行により、神石郡亀石村が単独で村制施行し、亀石村が発足[1][2]。小畠村、上村、阿下村、常光村、亀石村の町村組合を結成し役場を小畠村に設置[1]。
- 1942年（昭和17年）4月1日、神石郡小畠村、上村、阿下村、常光村と合併し、小畠村が存続して廃止された[1][2]。

## 産業
- 農業、和牛[1]